# سیارک ۱۳۸۴۵
سیارک ۱۳۸۴۵ (به انگلیسی: 13845 Jillburnett، نامگذاری:1999XL63) سیزده هزار و هشتصد و چهل و پنجمین سیارک کشف شده‌است که در ۷ دسامبر ۱۹۹۹ کشف شد.
قدر مطلق سیارک برابر ۱۷.۸ است.